# Grünne (Adelsgeschlecht)

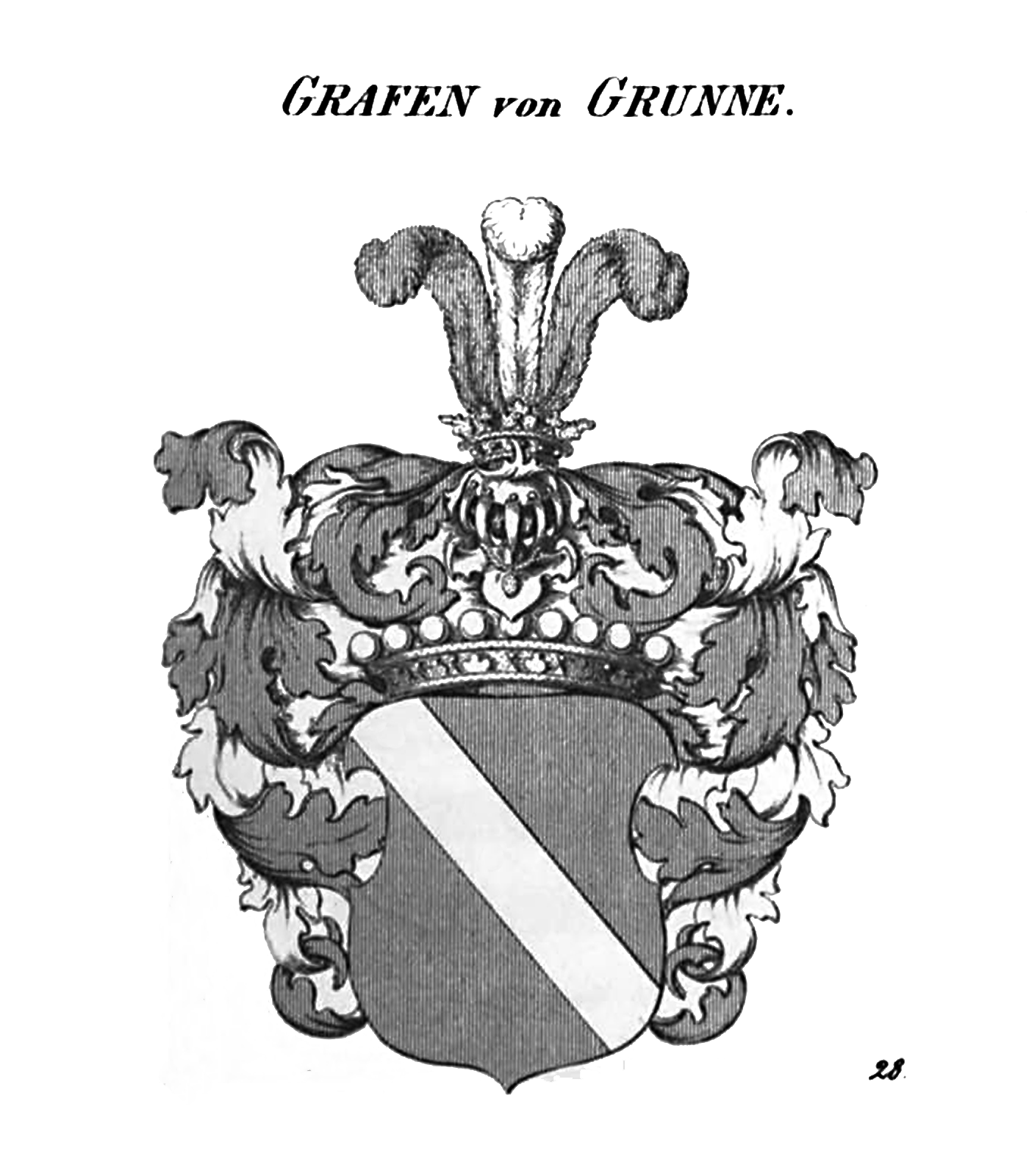
Wappen derer von Grünne

Die Grafen von Grünne (auch Grunne) stammen aus einer Linie des alten wallonischen Geschlechts Hemricourt ab, lebten dann in der Grafschaft Namur. Nicolaus Franz Hemricourt de Mozèt wurde 1745
(nach anderer Quelle 1747) in den Reichsgrafenstand erhoben. Philipp Ferdinand von Grünne kam mit Franz II. nach Österreich, sein Bruder Karl gründete die niederländische Linie, die sich Grunne nannten und heute als De Hemricourt de Grunne dem belgischen Grafenstand angehören.
Das Geschlecht ist nicht zu verwechseln mit dem Adelsgeschlecht von der Grün.

## Geschichte
Die Hemricourt werden im 12. Jahrhundert in der Hasbaye genannt. Sie kämpften auf Seiten der Lütticher gegen die Brabanter und standen der Krone Sizilien gegen Aragonien als tapfere Ritter bei.
Später erwarb das Geschlecht in der Grafschaft Namur die Herrschaft Mozèt. Im wallonischen Teile des Herzogtums Luxemburg erbte Anton de Mozèt die Herrschaft Grünne von seiner Mutter und nannte sich danach als Erster Herr von Grünne. Georg Hemricourt de Mozèt († 1749), Graf von Grünne und Herr zu Harsin, war herzoglich lothringischer Kämmerer. Aus der Ehe mit Françoise de Lamberti stammte Nicolaus Franz und Philipp Anton († 1753). Philipp (II.) Ferdinand und Mathias Karl (Charles), die Gründer der beiden Linien, waren die Söhne von Philipp Anton. Die Grafen Grünne brachten mehrere Generäle hervor.

## Persönlichkeiten
- Philipp Anton Graf von Grünne (1702–1753), österr. und kurbayrischer Kämmerer, k. k. Generalmajor
- Ferdinand Maria Graf von Grünne (1725–1779), kaiserl. Feldmarschalleutnant
- Philipp Ferdinand (1762–1854), österreichischer General der Kavallerie, Gründer der österreichischen Linie der Grafen Grünne. dessen Bruder
- Mathias Charles Thomas Marie de Hemricourt de Grunne oder Mathias Karl Graf von Grunne (1769–1853), Besitzer der niederländischen Familiengüter, k. k. Kämmerer und königl. niederländischer Generallieutenant, Gründer der niederländischen Linie der Grafen Grunne
- Karl Ludwig Graf von Grünne (1808–1884), österreichischer General

## Wappen
Österreichische Linie

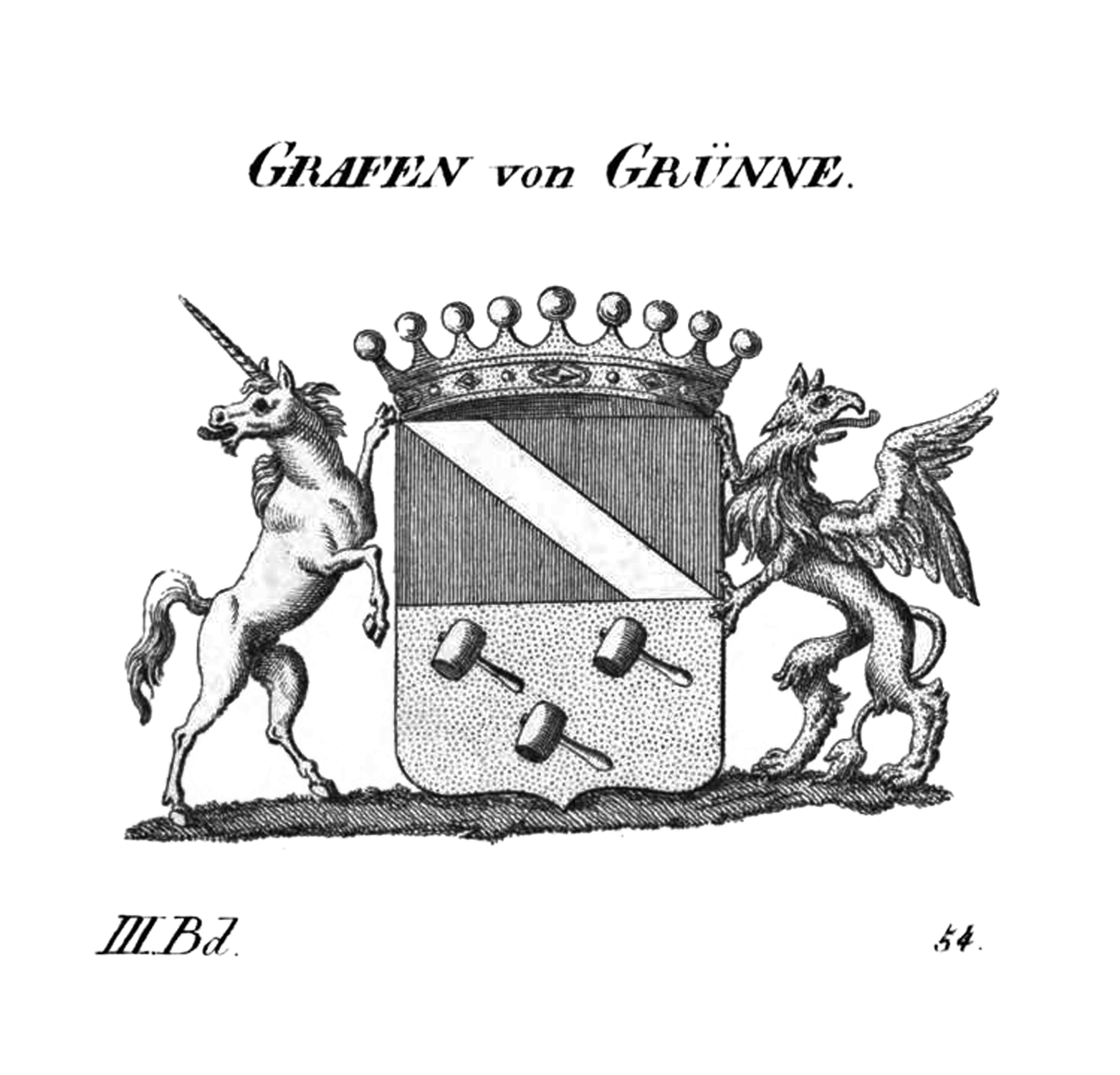
Wappen der Grafen von Grunne, niederländische Linie

Der Schild in Rot ein schrägrechter, silberner Balken. Auf dem Schild ein bekrönter Helm mit offenem Flug mit den Farben wie im Schild. Die Helmdecken sind rot-weiß.
Niederländische Linie
Schild quergeteilt: oben in Rot ein schrägrechter, silberner Balken und unten in Gold drei, 2 und 1, schrägrechts gelegte Schlägel, welche die Stiele links kehren. Grafenkrone, Schildhalter rechts ein stehendes, rückgewendetes Einhorn, links ein stehender, rückgewendeter Greif mit niedergeschlagenem Schweif.

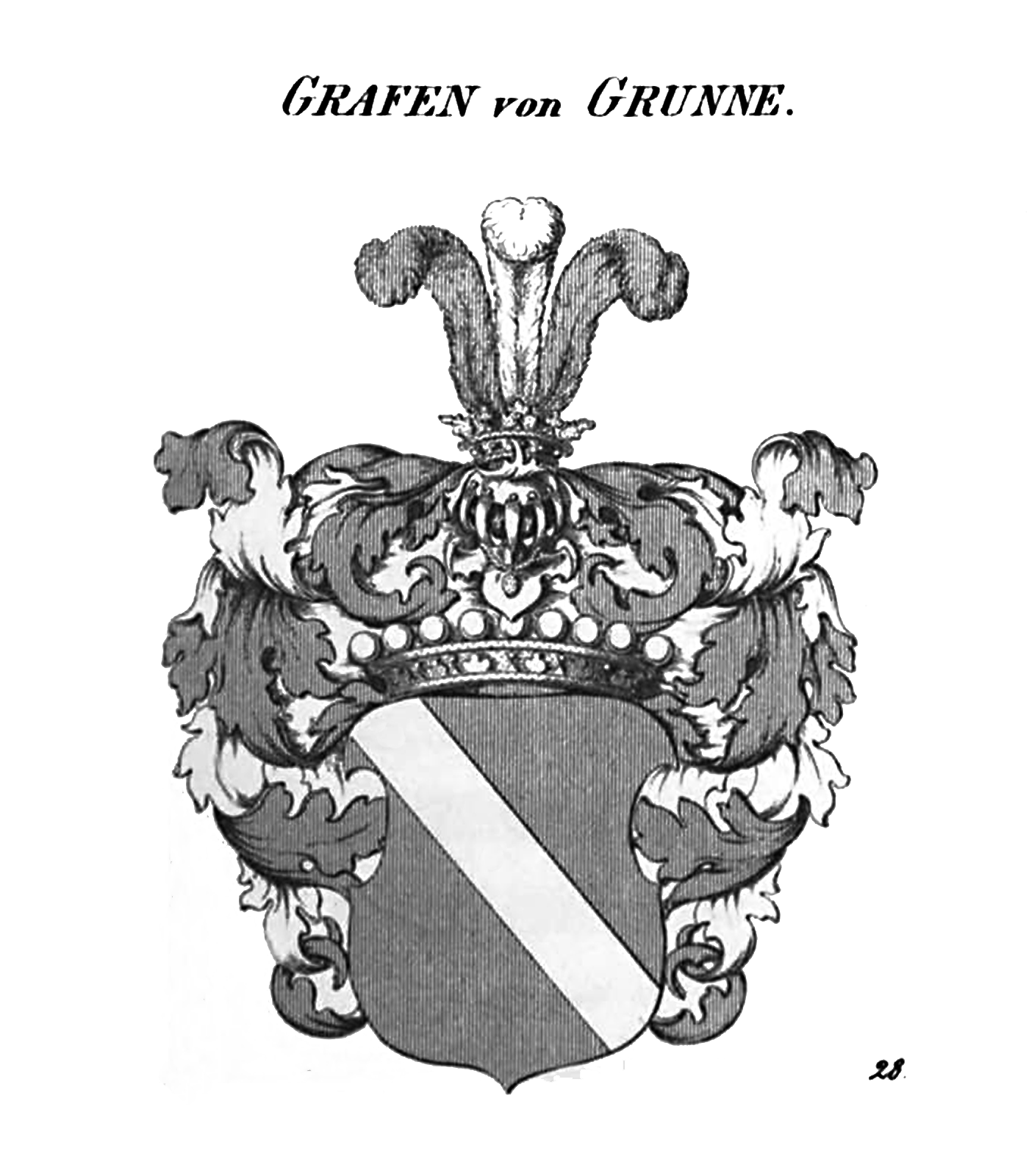
Wappen der Grafen von Grünne, österreichische Linie
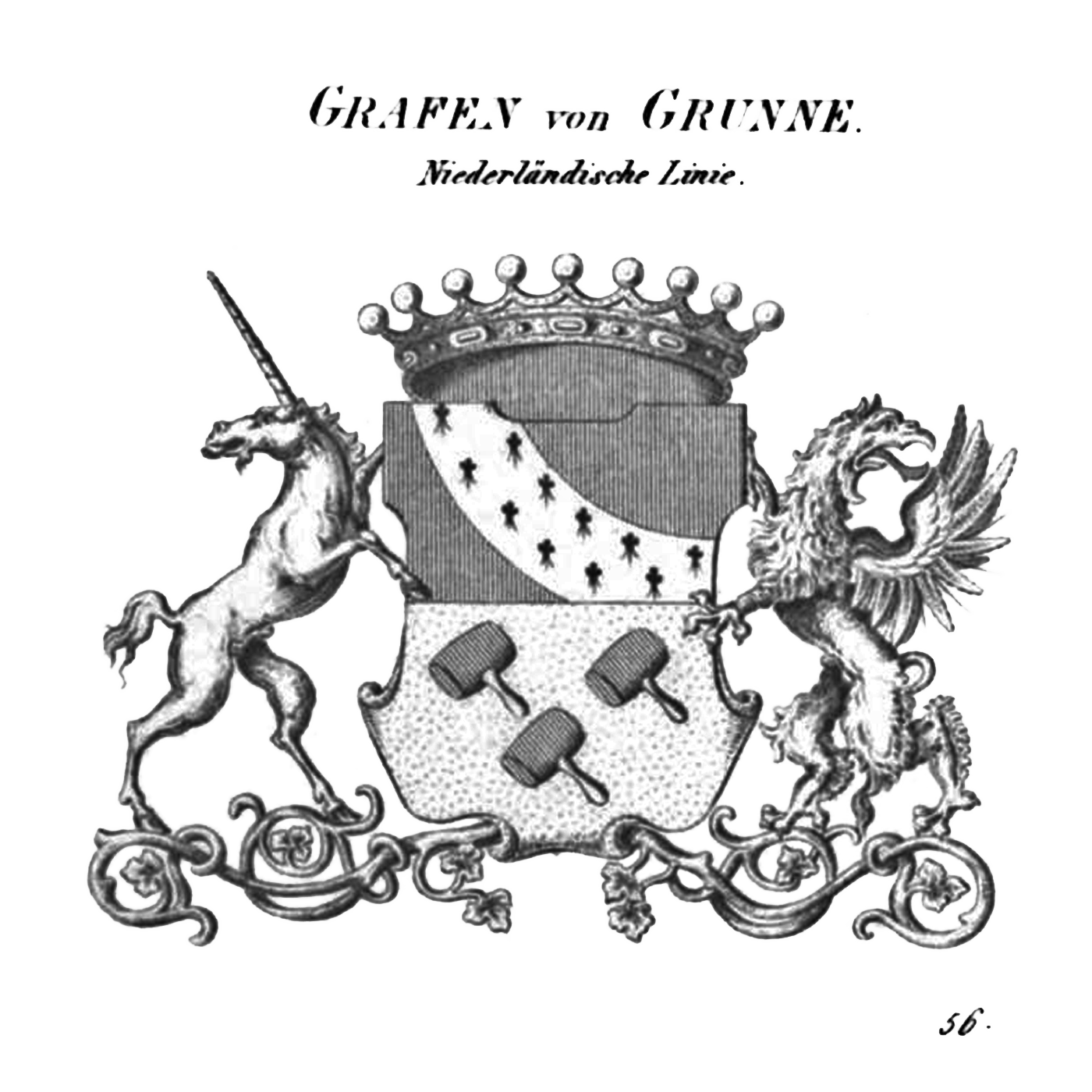
Wappen der Grafen von Grunne, Variante

## Stammliste
erstellt nach Kneschke
A1. Georg Hemricourt de Mozet († 1749) Graf von Grünne und Herrn zu Harsin, herzoglich lothringischer Kämmerer, ⚭ Françoise de Lamberti
B1. Nicolaus Franz Joseph Hemricourt de Mozet (* 25. Dezember 1701; † 15. Februar 1751) Graf und Herrn von Grünne, k.k. wirkl. Geh.-Rat, Kämmerer, Generalfeldzeugmeister, a. o. Gesandter
B2. Philipp Anton I. (* 26. November 1702; † 17. Mai 1753) Graf und Herrn von Grünne, k.k. u. kurbayer. Kämmerer, k.k. Generalmajor ⚭ Anna Therese Gräfin von Esterházy († 1752)
C1. Philipp Anton II. Maria Joseph (* 11. Februar 1732; † 3. April 1797 Königgrätz) k.k. Generalmajor, ⚭ Christiane von Holstein, auch (Madleine) Christine Rachel († 19. Mai 1811 Wien)
D1. Philipp Ferdinand Wilhelm (* 15. Mai 1762; † 1854), Graf Grünne, Herr zu Markt Dobersberg, Illmau, Taxen und Peigarten in Österreich, k.k. wirkl. Geh.-Rat, General der Cavallerie, Regimentsinhaber etc. ⚭ 28. September 1801 Rosalie Freiin von Felz (Feltz), (* 10. Februar 1779; † 1811) (österreichische Linie – Grafen Grünne)
E1. Rosalie (* 3. März 1805; † 20. April 1841) ⚭ I N. Graf Schönfeld, ⚭ II 10. September 1832 Karl Johann Anton von Liechtenstein (1803–1871), drei Kinder (Neulengbacher Linie des Hauses Liechtenstein)
E2. Carl Ludwig (* 25. August 1808; † 15. Juni 1884), Graf Grünne, Herr der genannten väterlichen Güter, k.k. Kämmerer, wirkl. Geh.-Rat, Feldmarschall-Lieutenant, Capitain der Garde-Gendarmerie und Oberst-Stallmeister, ⚭ Caroline Prinzessin von und zu Trauttmansdorff-Weinsberg (* 29. Februar 1808; † 19. März 1886)
F1. Philipp III. (* 4. November 1833; † 25. März 1902), k. k. Kämmerer und Major ⚭ 3. März 1878 Johanna Leopoldine Gräfin von Thun und Hohenstein (* 5. Januar 1854)
F2. Ferdinand (* 1836), k.k. Rittmeister
F3. Rudolph Ferdinand (* 19. September 1838), k.k. Rittmeister
F4. Caroline, (* 5. Juli 1832)
F5. Maria Anna (* 8. Juli 1835; † 1906) ⚭ Laszlo Graf Szápáry
F6. Therese Lidwina Josephine (* 1. August 1840) ⚭ Humbert Czernin von Chudenitz
E3. Zoë (* 3. September 1810; † 16. August 1894), Gräfin Grünne, ⚭ Carl August Ludwig Graf von Wallmoden-Gimborn, (* 4. Januar 1792; † 28. Februar 1883) k.k. wirkl. Geh.-Rat, General der Cavalerie und Regimentsinhaber
D2. Mathias Charles Thomas Marie (Carlomann, Karl) (* 20. Februar 1769 Dresden; † 7. Oktober 1853), Graf Grunne, Besitzer der niederländischen Familiengüter, k.k. Kämmerer und k. niederländ. Generallieutenant ⚭ Elisabeth Freiin von Sécus (* 21. März 1791) (niederländische Linie – Grafen Grunne)
E1. Alexander (* 11. April 1814 Brüssel; † 16. Februar 1841), k. k. Kämmerer, ⚭ Charlotte Freiin von Senzeile (* 1817)
F1. Arthur (* 15. März 1840 Liege; † 25. August 1911 Brüssel), ⚭ Aldegonde Obert de Thieusies (* 21. Januar 1853; † 11. November 1923)
F2. Emma Elisabeth (* 2. August 1842), ⚭ Giovanni Antonio Francesco Imperiali
E2. Wilhelm (* 1820), k.k. Kämmerer
E3. Eugen (* 25. April 1823 Frankfurt a. M.; † 11. April 1903 Brüssel), ⚭ Caroline Christin Gräfin von Ribancourt (Ribaucourt) (* 1829)
F1. Franz (* 19. Februar 1850; † 10. Oktober 1926) ⚭ Madeleine de Montalembert
(weitere Angaben zur niederländischen Linie siehe Artikel in wikipedia-nl)